# Scymnus garlandicus
Scymnus garlandicus är en skalbaggsart som beskrevs av Thomas Casey 1899. Scymnus garlandicus ingår i släktet Scymnus och familjen nyckelpigor. Inga underarter finns listade i Catalogue of Life.